# سايلنت لاين: أرمورد كور
سايلنت لاين: أرمورد كور، هي لعبة فيديو تلعب بمنظور الشخص الثالث، صدرت على بلاي ستيشن 2 عام 2003 وفي عام 2009 على بلاي ستيشن بورتبل من قبل فروم سوفتوير.

## روابط خارجية
- باللغة اليابانية
- Silent Line: Armored Core at FromSoftware
- Silent Line: Armored Core at MobyGames